# Bryce DeWitt

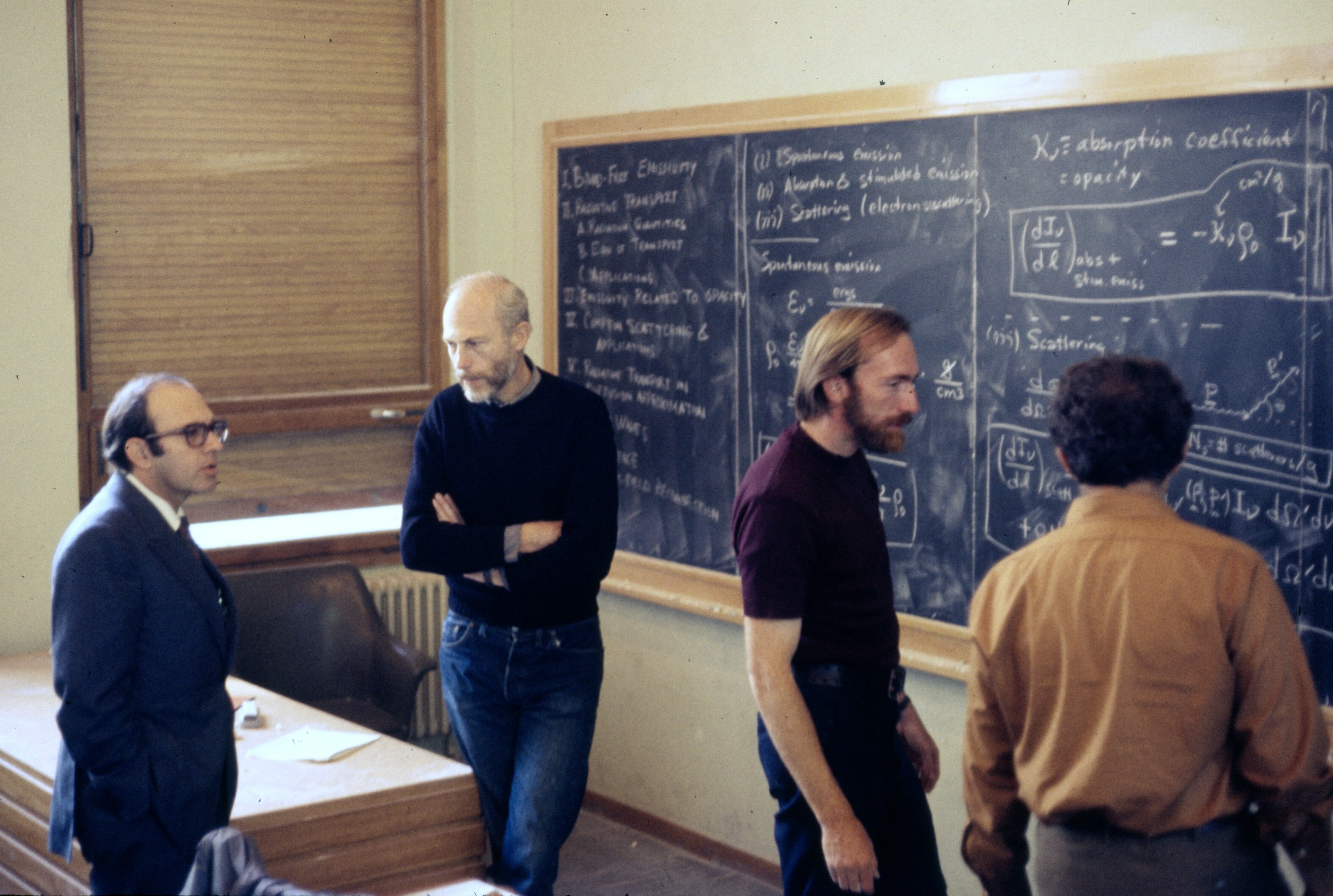
Discussie in een collegezaal van de École de Physique des Houches in de Franse Alpen. Van links naar rechts Yuval Ne'eman, Bryce DeWitt, Kip Thorne en een onbekende man. Foto is uit 1972

Bryce Seligman DeWitt (Dinuba (Californië), 8 januari 1923 – Austin (Texas), 23 september 2004) was een Amerikaans theoretisch natuurkundige die bekend is voor zijn bijdrage aan zwaartekracht- en veldtheorieën.

## Biografie
DeWitt werd geboren als Carl Bruce Seligman, maar hij en zijn drie broers voegden de geboortenaam van hun moeder "DeWitt" toe aan hun achternaam.
Hij behaalde zijn bachelor (1941), zijn master (1947, na een studieonderbreking als marinepiloot tijdens de Tweede Wereldoorlog) en zijn doctoraalgraad (1956) aan de Harvard-universiteit. Zijn promotor was Julian Schwinger. Naderhand was hij werkzaam aan het Institute for Advanced Study in Princeton en bij Wolfgang Pauli aan de ETH Zürich. In 1952 ging hij naar het Lawrence Livermore National Laboratory waar hij hydrodynamische berekeningen voor het kernwapenonderzoek uitvoerde. Later zou de aldaar verkregen expertise aanwenden voor onderzoek in de astrofysica. In 1956 werd hij hoogleraar aan de Universiteit van North Carolina in Chapel Hill en vanaf 1972 hoogleraar aan de Universiteit van Texas in Austin.
DeWitt was gehuwd met de Franse wis- en natuurkundige Cécile DeWitt-Morette, die ook zijn partner op wetenschappelijk gebied was. Uit het huwelijk werden vier dochters geboren. Zijn echtgenote was tevens de oprichtster van de Les Houches zomeruniversiteit in de Franse Alpen, waarvan DeWitt in het begin ook aan deelnam als docent. Hij overleed op 23 september 2004 aan de gevolgen van alvleesklierkanker.

## Werk
DeWitt benaderde de kwantisatie van de algemene relativiteitstheorie op systematische wijze. In het bijzonder ontwikkelde hij de kanonieke kwantumzwaartekracht. Bryce DeWitt formuleerde samen met John Archibald Wheeler de Wheeler-DeWitt-vergelijking voor de golffunctie van het universum. Ook bracht hij de formulering van Hugh Everetts veel-werelden-interpretatie van de kwantummechanica onder de aandacht. Met zijn leerling Larry Smarr stond hij aan de wieg van de numerieke relativiteit.
Voor zijn werk werd DeWitt onderscheiden met de Dirac Prize (1987) van de ICTP, met de Domeranchuk Prize (2002) en de Einstein Prize (2005) van de American Physical Society. Hij was lid van zowel de National Academy of Sciences (NAS) als de American Academy of Arts and Letters.